# Angelo Gagliano
Angelo Gagliano (Corleone, 12 novembre 1862 – Corleone, 7 luglio 1930) è stato un mafioso italiano, primo storico boss della famiglia di Corleone.

## Biografia
Nato a Corleone, in provincia di Palermo, nel 1862, è ritenuto il fondatore della cosca mafiosa della sua cittadina natale. Pregiudicato per reati contro la persona e contro il patrimonio, personalità molto violenta, fu accusato per il tentato omicidio nel 1910 e dell'uccisione avvenuta nel 1915, di Bernardino Verro, sindacalista e sindaco di Corleone, dalla cui imputazione venne prosciolto nel 1928.
Ucciso da ignoti nel 1930, il suo posto a capo della cosca venne preso da Calogero Lo Bue. Fu sposato con Giovanna Di Miceli, sorella di Rosalia, madre del futuro capomafia Michele Navarra.